# Hans Dühring
Hans Georg Dühring (* 6. Mai 1880 in Hagenort; † 7. Mai 1971 in Berlin) war ein deutscher Pfarrer.

## Leben
Nach dem Besuch des Progymnasiums in Schwetz von 1890 bis 1897 ging Dühring  auf das Gymnasium Marienwerder, wo er 1900 sein Abitur machte. Im Sommersemester 1900 begann er an der Friedrichs-Universität Halle Evangelische Theologie zu studieren. Er trat dem Hallenser Verein Deutscher Studenten bei. Vom 1. Oktober 1900 bis zum 30. September 1901 diente er als Einjährig-Freiwilliger beim Feldartillerie-Regiment „Groß-Komtur“ Nr. 71 in Marienwerder. 1901 war er Gefreiter und Unteroffizier, 1902 Vizewachtmeister der Reserve. Sein Studium führte Dühring ab dem Wintersemester 1901/02 in Halle und ab dem Wintersemester 1902/03 an der Albertus-Universität Königsberg fort. Nachdem er 1905  das erste theologische Examen bestanden hatte, besuchte er das Predigerseminar in Wittenberg. Nach der zweiten theologischen Prüfung wurde er am 15. März 1908 in der Schlosskirche (Königsberg) ordiniert. Anschließend war er ab Ostern 1908 Hilfsprediger in Heydekrug, Preußisch Litauen. Ab 1. Februar 1909 war er Militärpfarrer bei der Großherzoglich Hessischen (25.) Division in Darmstadt und ab 22. August Pfarrer bei der 35. Division in Graudenz. Mitte 1914 wurde er zum Pfarrer von Gruppe gewählt, konnte die Stelle jedoch wegen des Ausbruchs des Ersten Weltkriegs nicht antreten. Stattdessen musste er zunächst bei der Lazarettseelsorge in Graudenz dienen. Im Dezember 1914 wurde er Felddivisionspfarrer bei der 86. Infanterie-Division, danach bei der 17. Landwehr-Division an der Ostfront. Ab 1. Mai war er Kadettenpfarrer am Kadettenhaus Oranienstein. Am 1. Dezember 1918 – in der Novemberrevolution – erfolgte seine (zeitweilige) Pensionierung. Von Mai 1919 bis 1923 war er Oberpfarrer in Jessen (Elster), wo er dem Stahlhelm, Bund der Frontsoldaten beitrat. Anschließend war er Pfarrer in Rade, danach ab 1926 in Leuthen, Brandenburg. Als Anhänger der Bekennenden Kirche war er nach der Machtübernahme der Nationalsozialisten mehrfach in Haft. Er erhielt sowohl Rede- als auch Schreibverbot. Vom 1. November 1937 bis 1941 übernahm er die kommissarische Verwaltung der Pfarrstelle Berlin-Blankenburg. Am 12. Mai 1941 wurde er Pfarrer in Berlin-Lichtenberg und im Juli/August 1944 war für vier Wochen Kurprediger in Neuhaus. Zum 1. Oktober 1952 erfolgte seine erneute Pensionierung. Vom November 1955 bis zum Herbst 1958 war er in der Seelsorge und Jugendarbeit im Evangelischen Hospital Neuenkirchen bei Bremen tätig.
Dühring war zweimal verheiratet, aus erster Ehe stammen drei Kinder. Er ist beigesetzt auf dem Parkfriedhof Lichterfelde.

## Werke
- Not- und Trostbüchlein für Christenleute in Bedrängnis- und Verfolgungssituation. Leuthen-Wintdorf 1934.
- Das Gymnasium Marienwerder. Holzner, Würzburg 1964.